# Mamers
|  | Aquest article tracta sobre una divinitat llatina. Si cerqueu una ciutat francesa, vegeu «Mamers (Sarthe)». |

Mamers (en llatí Māmers i també Māmertos) va ser el nom osc del déu Mart.
Marc Terenci Varró diu també que els sabins anomenaven Mamers a Mart. Els romans van adorar a Mamers com a una divinitat rústica, i l'incloïen entre els deus Lars. Estrabó esmenta que hi havia una colònia de mercenaris a la Campània, que veneraven a Mamers. El nom de Mamers va originar el dels mamertins a Messana.
Una branca de la gens Emília, que es deien descendents de Numa Pompili van portar el sobrenom de Mamercus («fills de Mamers»).